# Unhallowed
Albums de The Black Dahlia Murder
A Cold-Blooded Epitaph (EP) Miasma
Unhallowed est un disque de The Black Dahlia Murder sorti le 16 juin 2003 sous le label Metal Blade Records.
Bien que le livret indique Brian Eschbach comme back vocal, toutes les voix sont faites par Trevor Strnad : il s'agit d'une erreur d'imprimerie.

## Titres
1. Unhallowed
2. Funeral Thirst
3. Elder Misanthropy
4. Contagion
5. When The Last Grave Has Emptied
6. Thy Horror Cosmic
7. The Blackest Incarnation
8. Hymn For The Wretched
9. Closed Casket Requiem
10. Apex